# アメリカ合衆国大統領選挙

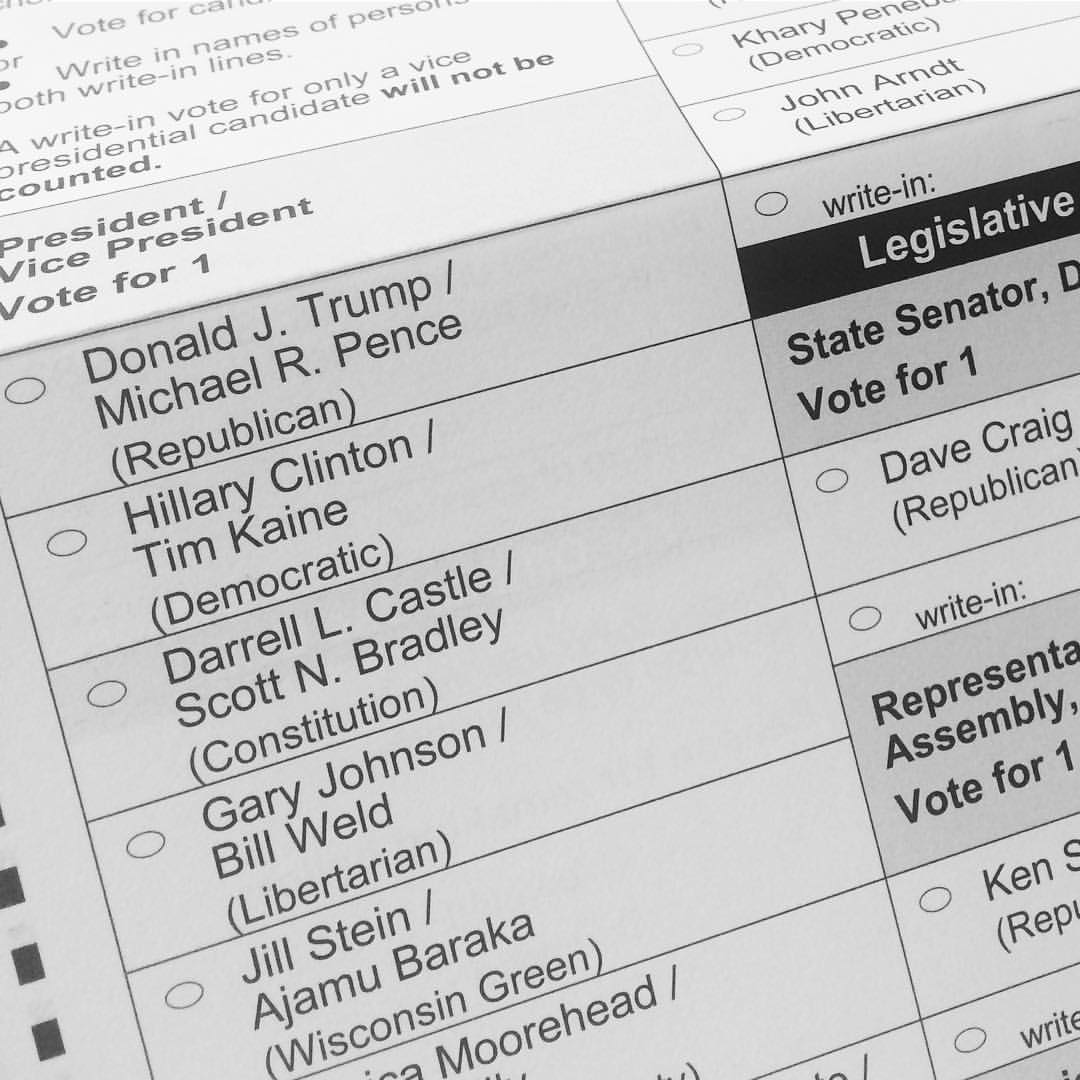
2016年の総選挙の投票用紙。大統領と副大統領の候補が一覧になっている。

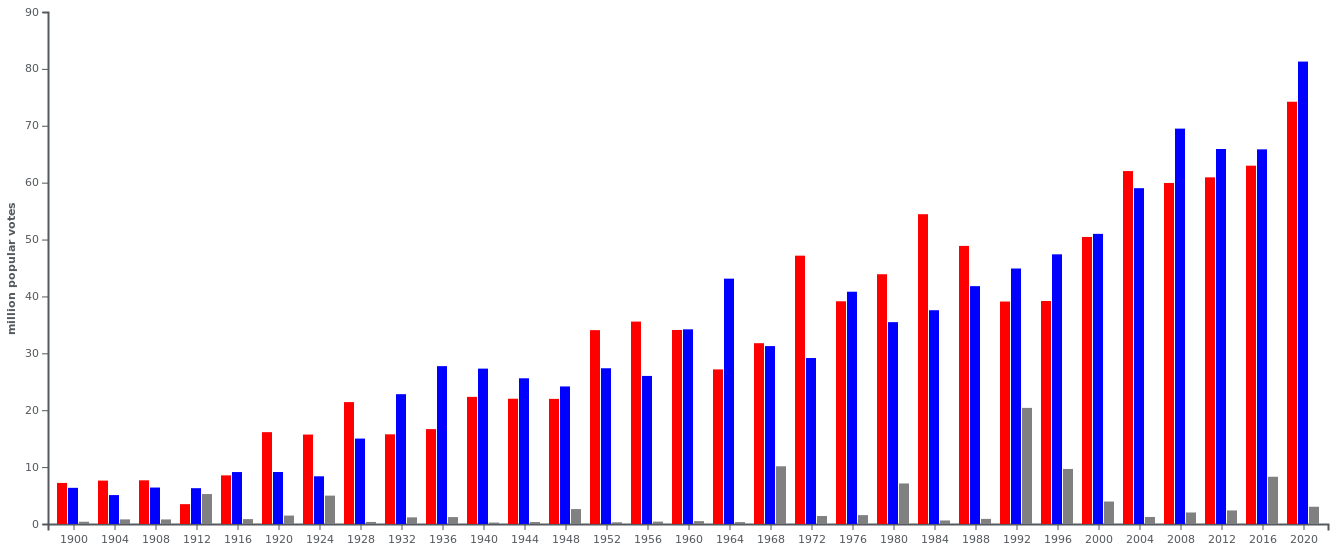
1900年からの一般投票の総数の比較。
共和党
民主党
その他の候補者の合計

アメリカ合衆国大統領選挙（アメリカがっしゅうこくだいとうりょうせんきょ、英語: United States presidential election）は、アメリカ合衆国大統領及び副大統領を選出するための選挙である。この選挙は具体的には数次のプロセスに分かれているが、一般的に4年毎の11月に行われる一連の選挙手続きと、予備選挙となる立候補者選出及び立候補者による選挙運動から選挙人による本選挙・投票・開票までの全プロセスの総称である。
各年次の大統領選挙に関する詳細は、末尾のテンプレート、または結果の表の「年」の列からリンクされている個別の記事を参照。

## 任期
大統領選挙はアメリカ合衆国憲法第2条の第1節・修正第12条・同第22条及び同第23条に規定される。大統領及び副大統領は4年の任期を務める。

## 選挙の規定

### 選挙権と被選挙権
大統領選挙の選挙権はアメリカ国籍者に限り、永住権者には選挙権が無い。加えて18歳以上であることと、通常選挙人登録を行っていることが要件となる。アメリカには日本のような住民基本台帳が無いため、自動的に選挙人名簿に登録されることは無く、選挙人名簿（有権者登録がこれに当たる）に自己申告で登録しなければ選挙人名簿には登録されず、投票資格が生じない。なお選挙権が無いにもかかわらず選挙人登録をすると刑法犯罪になる。
被選挙権は35歳以上であること、アメリカ合衆国内で出生したアメリカ合衆国市民であって（両親がアメリカ国籍であればアメリカ合衆国外で出生しても構わない。移民の家系なら「三代続けてアメリカ市民」が分かり易い）、14年以上アメリカ合衆国内に住んでいることが憲法上の要件である。また、アメリカ合衆国憲法修正第22条により、大統領に3度選出されること・昇格や職務代行により2年以上大統領の職務を行った人物が複数回大統領に選出されることが禁止されている。
この他に多くの州では二大政党（民主党と共和党）以外の立候補に一定数の有権者による署名を必要としている。そのため、二大政党以外の候補者にとって立候補のハードルは高い。第3勢力の候補者は署名が揃わず、一部の州でしか立候補できない事例が多い。
2020年アメリカ合衆国大統領選挙の事例では、立候補者は35組いるが、二大政党以外の候補者で全州で立候補できた者はリバタリアン党のジョー・ジョーゲンセンのみである。第3勢力では、2016年のゲーリー・E・ジョンソンに引き続いて、リバタリアン党が唯一全州で立候補した。他に第三勢力から、ほぼ全国規模で立候補した大統領候補は、アメリカ緑の党のハウィー・ホーキンズ（46州+ワシントンD.C.）、社会主義解放党のグロリア・ラ・リヴァ（31州+ワシントンD.C.）、アメリカ連帯党のブライアン・T・キャロル（34州）、同盟党)のロッキー・デ・ラ・フエンテ（27州）、となっている。これらの候補は過半数の大統領選挙人を擁立しており、大統領に当選する可能性があるのは、全州立候補のジョー・ジョーゲンセン、ほぼ全国規模のハウィー・ホーキンズら4名、それに二大政党の候補者（共和党のドナルド・トランプと民主党のジョー・バイデン）を含めた7名ということになる。また、1州のみで立候補した候補者は16組を占める。
また、立候補した州でも初めから名簿（リスト）に名前が掲載されている候補と、有権者が任意で自書式投票による追記投票をする必要がある候補に分けられている場合がある（二大政党候補は必ず名前が掲載される）。例えばカリフォルニア州では、2012年の選挙から全ての立候補者から選べるように改正され、2012年の候補者6名全てが名簿に掲載されている。
アメリカ合衆国の選挙法では、外国籍の人間（永住権保有者を除く）によるいかなる選挙への関与（選挙関連活動及び寄付）を認めておらず、これらの行為は違法である。

### 選挙方法と最終決定

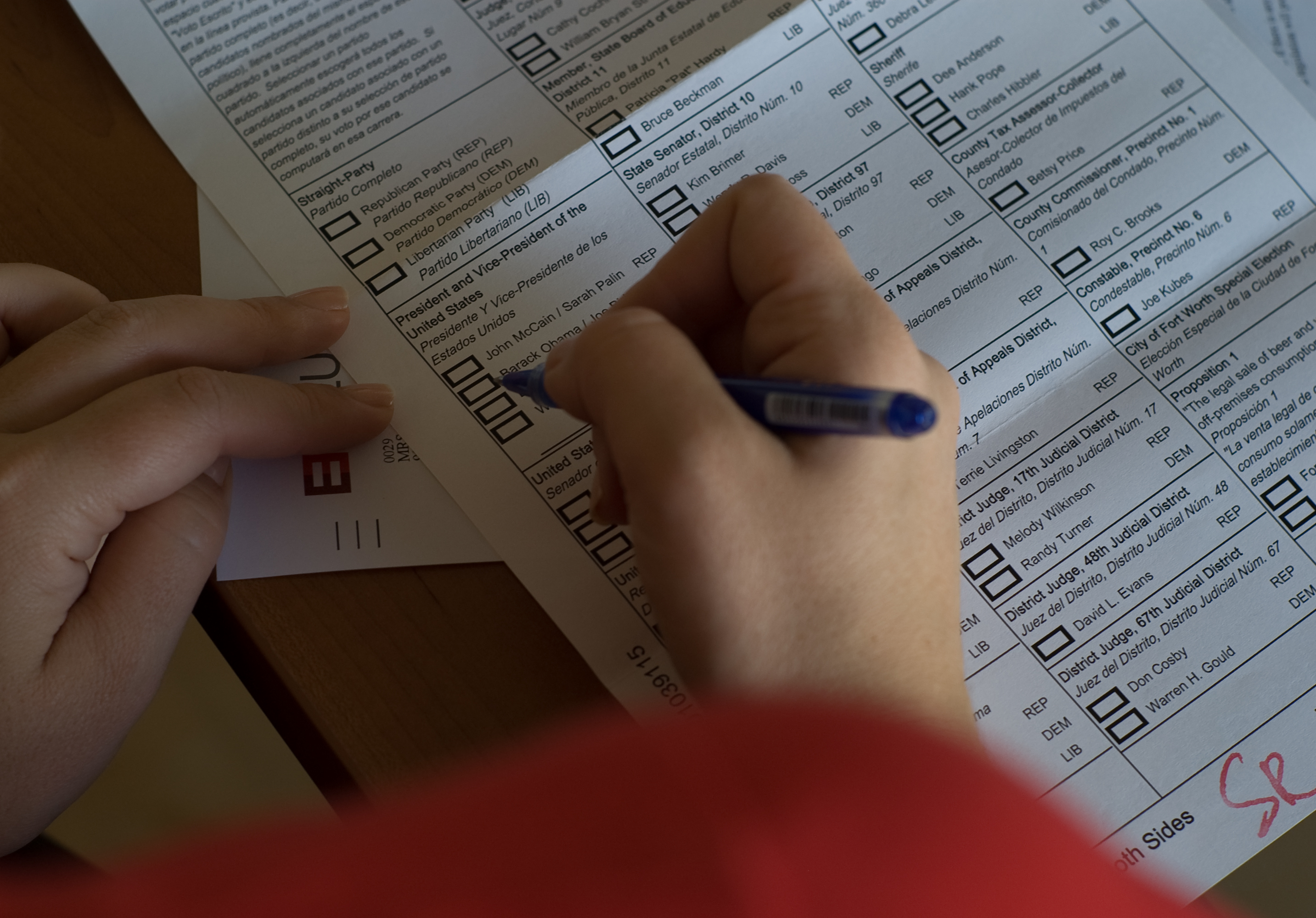
テキサス州の投票用紙。同時に行われる様々な選挙の投票欄があるが、ペンで示されている枠が大統領選挙の投票欄。（2008年）

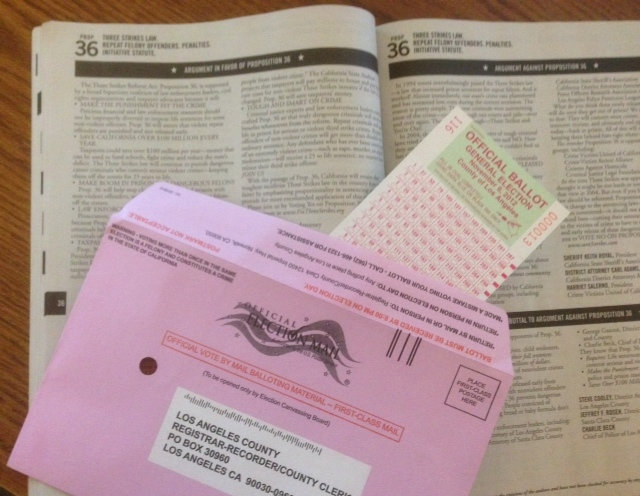
カリフォルニア州一般選挙の郵送投票用紙（2012年）と、候補者・法案など選挙項目に対する公式ガイド

通常、予備選挙の勝利を確実とした大統領候補が、自らとは支持基盤・政策・キャラクターなどが異なる人物を副大統領候補に内定し、党大会において正副大統領候補が正式指名を受ける。
大統領選挙は形式上間接選挙であり、有権者は一般投票（popular vote）の日に、選挙人団（Electoral College）に票を投じる。選挙人（elector、選挙人団の個々のメンバー）は前もって、本選挙において特定の大統領候補と副大統領候補のペアへ投票することを誓約しており、この候補者ペアをチケット（ticket、党公認候補者名簿などとも訳す）と呼ぶ。選挙人が本選挙で誓約通りの候補者に投票することは、いくつかの州で義務付けられているが、憲法や連邦法レベルでは存在せず、ごくまれに誓約違反がある。
もっとも、実際の投票では大統領候補と副大統領候補の名前のペアとその公認政党の組み合わせの書かれた選択肢に記入して投票すると、その候補ペアへの投票を誓約する選挙人団への票と見做される投票方式がとられる。
各州には人口に応じた（ただし比例はしていない）選挙人の定数があり、メイン州とネブラスカ州以外では、他の選挙人団より1票でも多くの票を獲得した選挙人団がすべての選挙人を出すことができる。つまり実質的には、州の一般投票で最多得票の大統領候補がその州の全ての選挙人を獲得する勝者総取り方式である。全州で獲得した選挙人の数を合計し、獲得総数が多い候補者が勝利する。
有権者の投票数の比が直接反映される制度ではないため、1824年・1876年・1888年・2000年・2016年の選挙では一般投票での次点候補が当選している。

### 投票日
有権者が大統領候補者に票を投じる「一般投票」は、4年ごとに11月第1月曜日の翌日（11月2日から11月8日のうちの火曜日）に行われる。投票が全米で最も早いのはニューハンプシャー州のディックスビルノッチである。早朝から働く労働者のために午前0時に投票を開始し、2024年時点で住民6人と少ないことから開票も早い。この結果発表は大統領選の恒例行事となっている。
その後12月第2水曜日の次の月曜日（12月13日から12月19日のうちの月曜日）に各州で選挙人団が集会し、「選挙人投票」が行われる。
選挙人による投票は1回のみである。どの候補者も全選挙人過半数票を獲得できなかった場合、大統領は大統領候補高得票者3名以下の中から下院が、副大統領は副大統領候補高得票者2名から上院が選出する。下院での投票は通常議決と異なり、選出州ごとに議員団として投票し、各議員団は議員数にかかわらず1票を有する。議会による投票で選出された者として、大統領としてはアダムズ（1825-1829年）、副大統領としては、ジョンソン（1837-1841年）がいる。

### 大統領選挙人
各州から選出される選挙人の数は、その州の上院と下院の合計議員数と等しい人数（合計535人）と決められている。上院議員は各州から2名ずつ、下院議員は州の人口に基づいて決められる。人口は10年毎に行われる国勢調査のデータを使用する。カリフォルニア州から選出される下院議員が最多の53名であることから、選挙人の人数も最も多く55人となる。アラスカ州など下院議員の選出数の最も少ない州は3人の選挙人を選出することとなる。州でないため合衆国議会の議席を持たない首都ワシントンD.C.（コロンビア特別区、以下DC）からは、最も少ない州と同じ3名の選挙人が選出される。
現在、ほとんどの一般投票有権者はあらかじめ投票先候補者を誓約している代議員団に対して投票する。そのため事実上、選挙人が投票する候補者は一般投票によって決まる。
しかし、連邦法及びアメリカ合衆国憲法では選挙人が誓約に従って投票するよう義務付けているわけでは無く（一部の州では州法によって義務付けている）、選挙人は一般投票と異なる候補者に投票することも可能である。ただし、選挙人が一般投票の結果とは異なった投票を行った例は数の上で極めて少なく、現在の選挙の慣行が形成されて以来、誓約に反した投票が当選者決定に影響を及ぼした例は無い。また特定候補への投票を誓約しない選挙人団の立候補・被選出も可能だが、1960年を最後に非誓約選挙人が選出された例はない。
なお現在では選挙人は全て直接選挙で選ばれているが、選挙人選出は州の権限であるため、連邦法上は必ずしも直接選挙で選出する必要は無く、歴史的には州議会によって選ばれていた例もある。近年でも2000年アメリカ合衆国大統領選挙一般投票のフロリダ州での開票が紛糾した際、一般投票結果の確定が選挙人投票日に間に合わない場合に備えてフロリダ州議会が独自に選挙人を決定する構えを見せていた。
また、ほとんどの州では勝者総取り方式を採用しているものの、2012年アメリカ合衆国大統領選挙の時点で、メイン州とネブラスカ州では、上院議員議席分の2名の枠を州全体での最多得票の陣営に与え、残りの下院議員議席分の枠を、下院選挙区ごとに最多得票の陣営に1名ずつ与える。コロラド州は勝者総取り方式だが、2004年の選挙と同時に行われる住民投票の結果次第で「比例割当方式」に変更される可能性があった。しかし住民投票の結果は反対多数だったことから、従前通りの方式にとどまることが決まった。

### 開票と"contingent election（臨時選挙）"
選挙人によってなされた投票の開票は、大統領選挙一般投票日と同日に行われた連邦議会選挙での改選を経た議員によって翌年1月6日に開かれる上下両院合同会議で行われる。
合同会議は下院本会議場で行われ、議長席には上下両院の議長が立つが、両名のうち議事進行は上院議長である副大統領が行う。副大統領自身が候補者である場合も忌避されず、自ら議事進行を行う。合同会議では州ごとに開票結果が読み上げられ、その結果に対する異議の有無が問われる。議員からの異議があり、最初に申し立てた院の議員とは別の院の議員がその異議への同調を表明した場合は、上院議員が上院本会議場に引き上げて各院ごとに討論と議決がなされる。両院で異議を支持しない議決がなされると、再開された合同会議でその州の開票結果の承認を副大統領が宣言する。合同会議の席で開票結果への異議が上がらないか、あるいは異議に対して別の院の議員の同調が無い場合も、その州の開票結果が承認される。この過程を50州とDCについて行い、合計の投票結果を確定させる。副大統領は合計結果を宣言し、過半数の票を獲得した候補がいれば次期正副大統領として発表する。正式に次期正副大統領の当選が決まる。
選挙人票獲得数が過半数である候補者がいなかった場合には、俗に contingent election（それぞれcontingentは臨時の・不慮の、electionは選挙、の意味がある）と呼ばれる、下院・上院がそれぞれ大統領・副大統領を選ぶ、いわゆる臨時選挙が行われる。下院は、議員1人に1票ではなく、1州1票として大統領を候補者から選ぶ（ただし一般選挙において選挙人獲得数が上位3名となった候補者のみが候補となる）。下院による選挙は全州のうち3分の2の州から1名以上の議員が出席していることが必要であり、大統領は全州の過半数をもって選出される。なおDCは議席を持たないため、票を持たない。上院は議員1人に1票として副大統領を候補者から選ぶ（ただし一般選挙において選挙人獲得数が上位2名となった候補者のみが候補となる）。

## 結果
* 「その他の主な立候補者」は、一般投票総数の0.5パーセント以上を得票した候補。太字は誓約違反を除いて、選挙人を得た候補。ただし、1820年以前は選挙人は州議会が選ぶことが多かった。
½ 一般投票の50パーセント未満の得票率で選出された大統領。
◇ 一般投票において対立候補より得票が少なかった大統領とその対立候補。
注: ジョン・タイラー、ミラード・フィルモア、アンドリュー・ジョンソン、チェスター・アーサー、リンドン・ジョンソンおよびジェラルド・フォードは選挙で選ばれなかった大統領（副大統領からの昇格）。うち、フォードは副大統領選挙を経ていない（スピロ・アグニュー副大統領の辞職に伴う就任のため）。タイラーと両ジョンソンは、現職候補として再選に出馬しなかった。フィルモアは退任後の出馬（現職としての立候補ではない）。
| 回 | 年   | 大統領当選者                                | その他の主な立候補者* |
| -- | ---- | ------------------------------------------- | --- |
| 1  | 1789 | ジョージ・ワシントン（無所属）              | （対立候補なし） |
| 2  | 1792 | ジョージ・ワシントン（無所属）              | （対立候補なし） |
| 3  | 1796 | ジョン・アダムズ（連邦党）                  | トーマス・ジェファーソン（民主共和党） |
| 4  | 1800 | トーマス・ジェファーソン（民主共和党）      | ジョン・アダムズ （連邦党） |
| 5  | 1804 | トーマス・ジェファーソン（民主共和党）      | チャールズ・ピンクニー（連邦党） |
| 6  | 1808 | ジェームズ・マディソン（民主共和党）        | チャールズ・ピンクニー（連邦党） ジェームズ・モンロー（民主共和党）                                                                                 |
| 7  | 1812 | ジェームズ・マディソン（民主共和党）        | デウィット・クリントン（連邦党） ルーファス・キング（連邦党）                                                                                       |
| 8  | 1816 | ジェームズ・モンロー（民主共和党）          | ルーファス・キング（連邦党） |
| 9  | 1820 | ジェームズ・モンロー（民主共和党）          | デウィット・クリントン（無所属） |
| 10 | 1824 | ジョン・クィンシー・アダムズ◇（民主共和党） | アンドリュー・ジャクソン◇（民主共和党） ウィリアム・クロウフォード （民主共和党） ヘンリー・クレイ （民主共和党）                                   |
| 11 | 1828 | アンドリュー・ジャクソン（民主党）          | ジョン・クィンシー・アダムズ（国民共和党） |
| 12 | 1832 | アンドリュー・ジャクソン（民主党）          | ヘンリー・クレイ（国民共和党） ウィリアム・ワート（反メイソン党） ジョン・フロイド（無効化党）                                                      |
| 13 | 1836 | マーティン・ヴァンビューレン（民主党）      | ウィリアム・ハリソン （ホイッグ党） ヒュー・ホワイト（ホイッグ党） ダニエル・ウェブスター（ホイッグ党） ウィリー・マンガム （ホイッグ党）           |
| 14 | 1840 | ウィリアム・ハリソン（ホイッグ党）          | マーティン・ヴァンビューレン（民主党） |
| 15 | 1844 | ジェームズ・ポーク½（民主党）               | ヘンリー・クレイ（ホイッグ党） ジェームズ・バーニー（アメリカ自由党）                                                                               |
| 16 | 1848 | ザカリー・テイラー（ホイッグ党）            | ルイス・カス （民主党） マーティン・ヴァンビューレン（自由土地党）                                                                                  |
| 17 | 1852 | フランクリン・ピアース （民主党）           | ウィンフィールド・スコット（ホイッグ党） ジョン・ヘイル（自由土地党）                                                                               |
| 18 | 1856 | ジェームズ・ブキャナン½（民主党）           | ジョン・フレモント（共和党） ミラード・フィルモア（ノーナッシング党/ホイッグ党）                                                                    |
| 19 | 1860 | エイブラハム・リンカーン½（共和党）         | スティーブン・ダグラス （民主党 （北部）） ジョン・ブレッキンリッジ（民主党 （南部）） ジョン・ベル （立憲連合党）                                  |
| 20 | 1864 | エイブラハム・リンカーン（共和党）          | ジョージ・マクレラン（民主党） |
| 21 | 1868 | ユリシーズ・グラント（共和党）              | ホレイショ・シーモア（民主党） |
| 22 | 1872 | ユリシーズ・グラント（共和党）              | ホレス・グリーリー （民主党/自由共和党） |
| 23 | 1876 | ラザフォード・ヘイズ◇（共和党）             | サミュエル・ティルデン◇（民主党/進歩的共和党） ピーター・クーパー（グリーンバック党）                                                               |
| 24 | 1880 | ジェームズ・ガーフィールド½（共和党）       | ウィンフィールド・ハンコック（民主党） ジェームズ・ウィーバー（グリーンバック党）                                                                   |
| 25 | 1884 | グロバー・クリーブランド½（民主党）         | ジェイムズ・G・ブレイン（共和党） ベンジャミン・バトラー（グリーンバック党/反モノポリ党） ジョン・セントジョン（禁酒党）                            |
| 26 | 1888 | ベンジャミン・ハリソン◇（共和党）           | グロバー・クリーブランド◇（民主党） クリントン・フィスク（禁酒党） アルソン・J・ストリーター（統一労働党）                                          |
| 27 | 1892 | グロバー・クリーブランド½（民主党）         | ベンジャミン・ハリソン（共和党） ジェームズ・ウィーバー（アメリカ人民党） ジョン・ビッドウェル（禁酒党）                                            |
| 28 | 1896 | ウィリアム・マッキンリー（共和党）          | ウィリアム・ブライアン （民主党/アメリカ人民党） ジョン・M・パーマー（国民民主党） ジョシュアン・レバリング（禁酒党）                               |
| 29 | 1900 | ウィリアム・マッキンリー（共和党）          | ウィリアム・ブライアン（民主党） ジョン・ウリー （禁酒党） ユージーン・デブス （アメリカ社会党）                                                    |
| 30 | 1904 | セオドア・ルーズベルト（共和党）            | アルトン・パーカー （民主党） ユージーン・デブス（アメリカ社会党） サイラス・スワロー （禁酒党）                                                    |
| 31 | 1908 | ウィリアム・タフト（共和党）                | ウィリアム・ブライアン （民主党） ユージーン・デブス（アメリカ社会党） ユージーン・チャフィン （禁酒党） トマス・レスゲン（独立党）                 |
| 32 | 1912 | ウッドロウ・ウィルソン½（民主党）           | セオドア・ルーズベルト（アメリカ進歩党） ウィリアム・タフト（共和党） ユージーン・デブス（アメリカ社会党） ユージーン・チャフィン（禁酒党）         |
| 33 | 1916 | ウッドロウ・ウィルソン½（民主党）           | チャールズ・ヒューズ（共和党） アラン・ベンソン （アメリカ社会党） フランク・ハンリー （禁酒党）                                                    |
| 34 | 1920 | ウオレン・ハーディング（共和党）            | ジェイムズ・コックス （民主党） ユージーン・デブス （アメリカ社会党） パーリー・P・クリステンセン（農業労働者党） アーロン・S・ワトキンス（禁酒党） |
| 35 | 1924 | カルヴァン・クーリッジ（共和党）            | ジョン・W・デイビス （民主党） ロバート・ラフォレット （アメリカ進歩党）                                                                            |
| 36 | 1928 | ハーバート・フーヴァー（共和党）            | アル・スミス （民主党） ノーマン・トーマス（アメリカ社会党）                                                                                        |
| 37 | 1932 | フランクリン・ルーズベルト （民主党）       | ハーバート・フーヴァー（共和党） ノーマン・トーマス （アメリカ社会党）                                                                              |
| 38 | 1936 | フランクリン・ルーズベルト（民主党）        | アルフ・ランドン（共和党） ウィリアム・レムケ （アメリカ連合党）                                                                                    |
| 39 | 1940 | フランクリン・ルーズベルト（民主党）        | ウェンデル・ウィルキー（共和党） |
| 40 | 1944 | フランクリン・ルーズベルト（民主党）        | トーマス・デューイ（共和党） |
| 41 | 1948 | ハリー・トルーマン½（民主党）               | トーマス・デューイ（共和党） ストローム・サーモンド （州権民主党） ヘンリー・ウォレス （アメリカ進歩党）                                            |
| 42 | 1952 | ドワイト・アイゼンハワー（共和党）          | アドレー・スティーブンソン（民主党） |
| 43 | 1956 | ドワイト・アイゼンハワー（共和党）          | アドレー・スティーブンソン（民主党） |
| 44 | 1960 | ジョン・ケネディ½（民主党）                 | リチャード・ニクソン（共和党） |
| 45 | 1964 | リンドン・ジョンソン（民主党）              | バリー・ゴールドウォーター（共和党） |
| 46 | 1968 | リチャード・ニクソン½（共和党）             | ヒューバート・ハンフリー（民主党） ジョージ・ウォレス（アメリカ独立党）                                                                             |
| 47 | 1972 | リチャード・ニクソン（共和党）              | ジョージ・マクガヴァン（民主党） ジョン・シュミッツ（アメリカ独立党）                                                                               |
| 48 | 1976 | ジミー・カーター（民主党）                  | ジェラルド・フォード（共和党） ユージーン・マッカーシー（無所属）                                                                                   |
| 49 | 1980 | ロナルド・レーガン（共和党）                | ジミー・カーター（民主党） ジョン・アンダーソン（無所属） エド・クラーク（アメリカ自由党）                                                          |
| 50 | 1984 | ロナルド・レーガン（共和党）                | ウォルター・モンデール（民主党） |
| 51 | 1988 | ジョージ・H・W・ブッシュ（共和党）          | マイケル・デュカキス（民主党） |
| 52 | 1992 | ビル・クリントン½（民主党）                 | ジョージ・H・W・ブッシュ（共和党） ロス・ペロー（無所属）                                                                                           |
| 53 | 1996 | ビル・クリントン½（民主党）                 | ボブ・ドール（共和党） ロス・ペロー（アメリカ合衆国改革党） ラルフ・ネーダー（アメリカ緑の党） ハリー・ブラウン（リバタリアン党）                   |
| 54 | 2000 | ジョージ・W・ブッシュ◇（共和党）            | アル・ゴア◇（民主党） ラルフ・ネーダー（アメリカ緑の党） パトリック・ブキャナン （アメリカ合衆国改革党）                                            |
| 55 | 2004 | ジョージ・W・ブッシュ（共和党）             | ジョン・ケリー（民主党） |
| 56 | 2008 | バラク・オバマ（民主党）                    | ジョン・マケイン（共和党） ラルフ・ネーダー（無所属） ボブ・バー（リバタリアン党）                                                                  |
| 57 | 2012 | バラク・オバマ（民主党）                    | ミット・ロムニー（共和党） ゲーリー・E・ジョンソン（リバタリアン党）                                                                                |
| 58 | 2016 | ドナルド・トランプ◇（共和党）               | ヒラリー・クリントン◇（民主党） ゲーリー・E・ジョンソン（リバタリアン党） ジル・スタイン（アメリカ緑の党） エヴァン・マクマリン（無所属）           |
| 59 | 2020 | ジョー・バイデン（民主党）                  | ドナルド・トランプ（共和党） ジョー・ジョーゲンセン（リバタリアン党）                                                                               |
| 60 | 2024 | ドナルド・トランプ½（共和党）               | カマラ・ハリス（民主党） ジル・スタイン（アメリカ緑の党）                                                                                           |

## 投票数
| 年   | 有権者数 注1  | 投票数        | 投票率 |
| ---- | ------------- | ------------- | ------ |
| 2008 | 2億3122万9580 | 1億9961万8580 | 56.8%  |
| 2004 | 2億2125万6931 | 1億2229万4978 | 55.27% |
| 2000 | 2億0581万5000 | 1億0558万6274 | 51.30% |
| 1996 | 1億9651万1000 | 9645万6345    | 49.08% |
| 1992 | 1億8952万9000 | 1億0440万5155 | 55.09% |
| 1988 | 1億8277万8000 | 9159万4693    | 50.11% |
| 1984 | 1億7446万6000 | 9265万2680    | 53.11% |
| 1980 | 1億6459万7000 | 8651万5221    | 52.56% |
| 1976 | 1億5230万9190 | 8155万5789    | 53.55% |
| 1972 | 1億4077万6000 | 7771万8554    | 55.21% |
| 1968 | 1億2032万8186 | 7321万1875    | 60.84% |
| 1964 |               | 7064万4592    | 61.92% |
| 1960 | 1億0915万9000 | 6883万8204    | 63.06% |

出典:連邦選挙委員会
注1アメリカ国勢調査局の報告には、「選挙権のある18歳以上の人口すべてを含むこと」が注目されるべきであるが、18歳以上の人口全てが選挙権を有するわけではなく、永住権を持つ者、不名誉除隊にされた元軍人、重犯罪で服役中の囚人・前科者といった「選挙権がない者」もある程度含んでいるため、実際の有権者数（投票の資格を有するもの）は多少低くなる。1994年の永住権所持者はおよそ1300万人で、1996年の「重犯罪で服役中の囚人」は約130万人だった。したがって、選挙権取得年齢人口の約7パーセントから10パーセントに選挙権がないことが推測できる。さらに投票資格を持つ者でも、事前に有権者登録手続きを済ませなければ選挙権を得られない。

## 改革の動き

NPVICを法制化した州・DC
NPVICの法制化について審議中の州
NPVICの法制化の予定がない州

最終的に選挙人の選出方法を規定することができる各州・DCが全国一般投票州際協定（NPVIC）を結び、全国の一般投票最多得票者に協定を結んだ州の選挙人枠を与えようという動きがある。NPVICは、これを州法等で法制化した州・DCの選挙人枠合計が過半数270以上となった時点をもって発効する。発効後は、NPVICを拒み従来通りの方法で選挙人を選出する州があろうとも、一般投票最多得票者が270票以上の選挙人票を得て当選することとなる。発効条件を満たさない間は、NPVICを法制化した州・DCにおいても従来通りに選挙人が選ばれる。2017年の段階では、10州とDCがNPVICを法制化し、これらの選挙人枠は総数の約3割に当たる165である。